# Rehderbrücke

Die Lage der Rehderbrücke, rot markiert auf einem Stadtplan von 1910

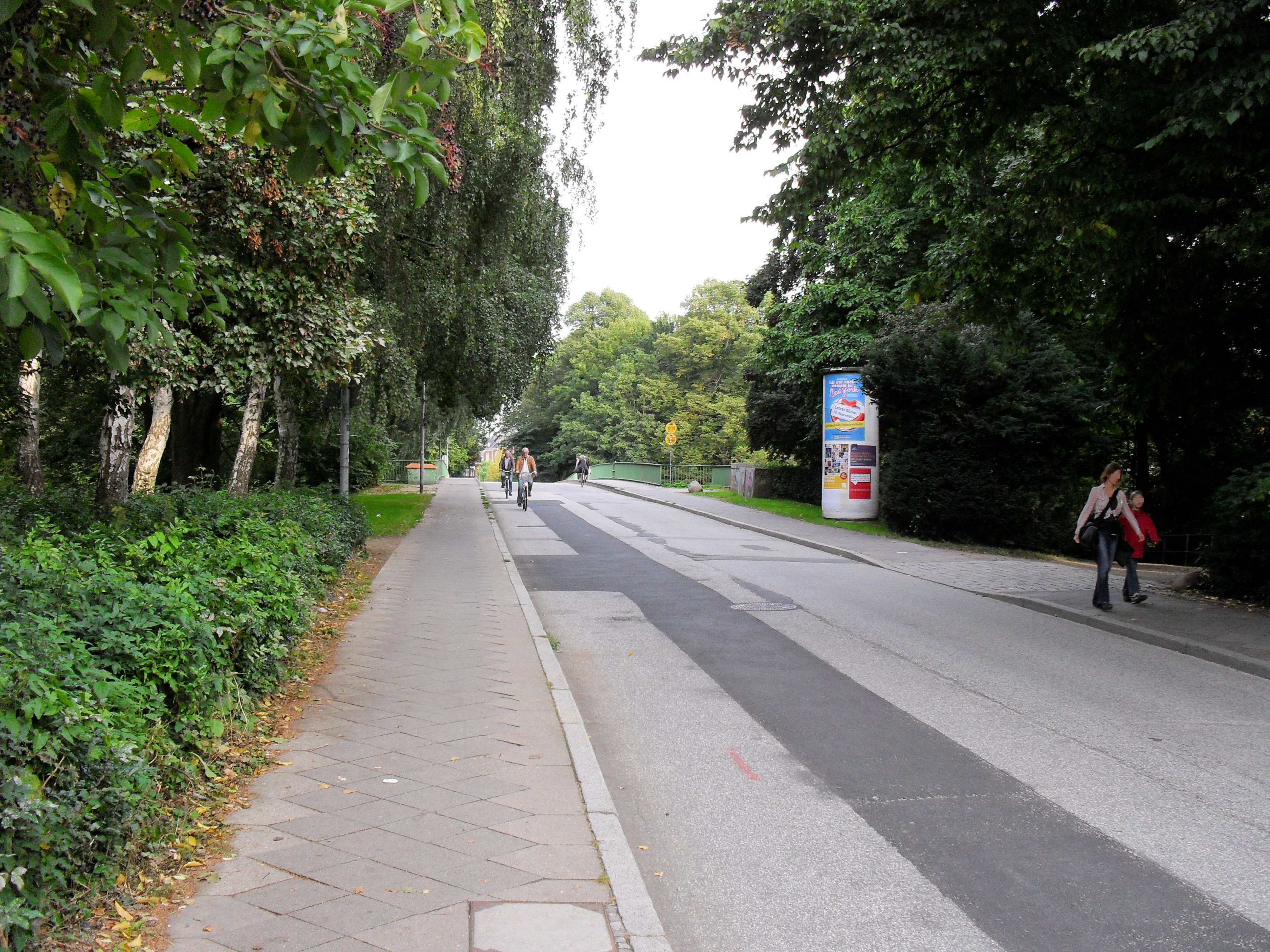
Die Rehderbrücke

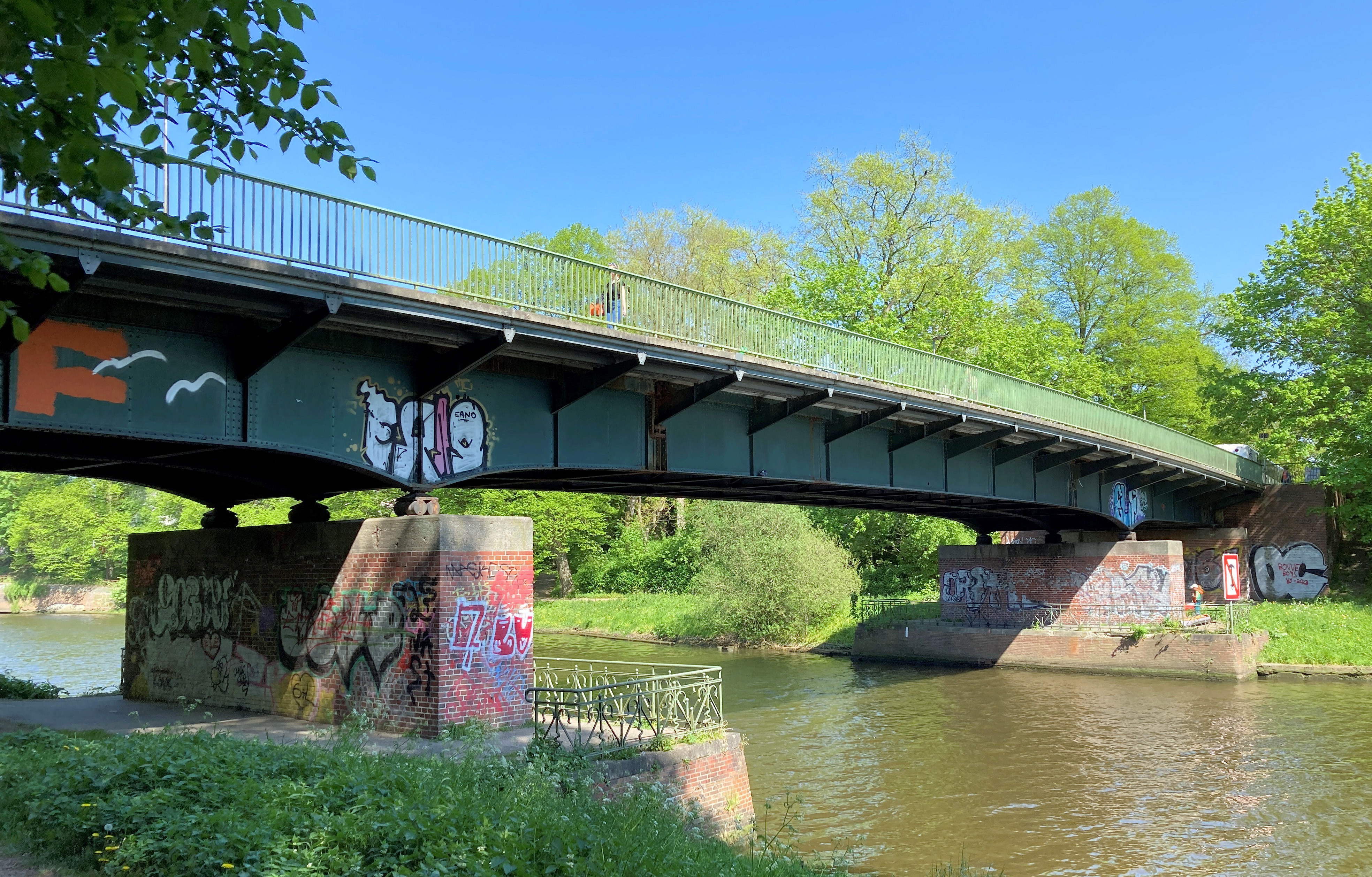
Die Rehderbrücke

Die Rehderbrücke ist eine Straße und gleichnamige Brücke am Rande der Lübecker Altstadt.

## Lage

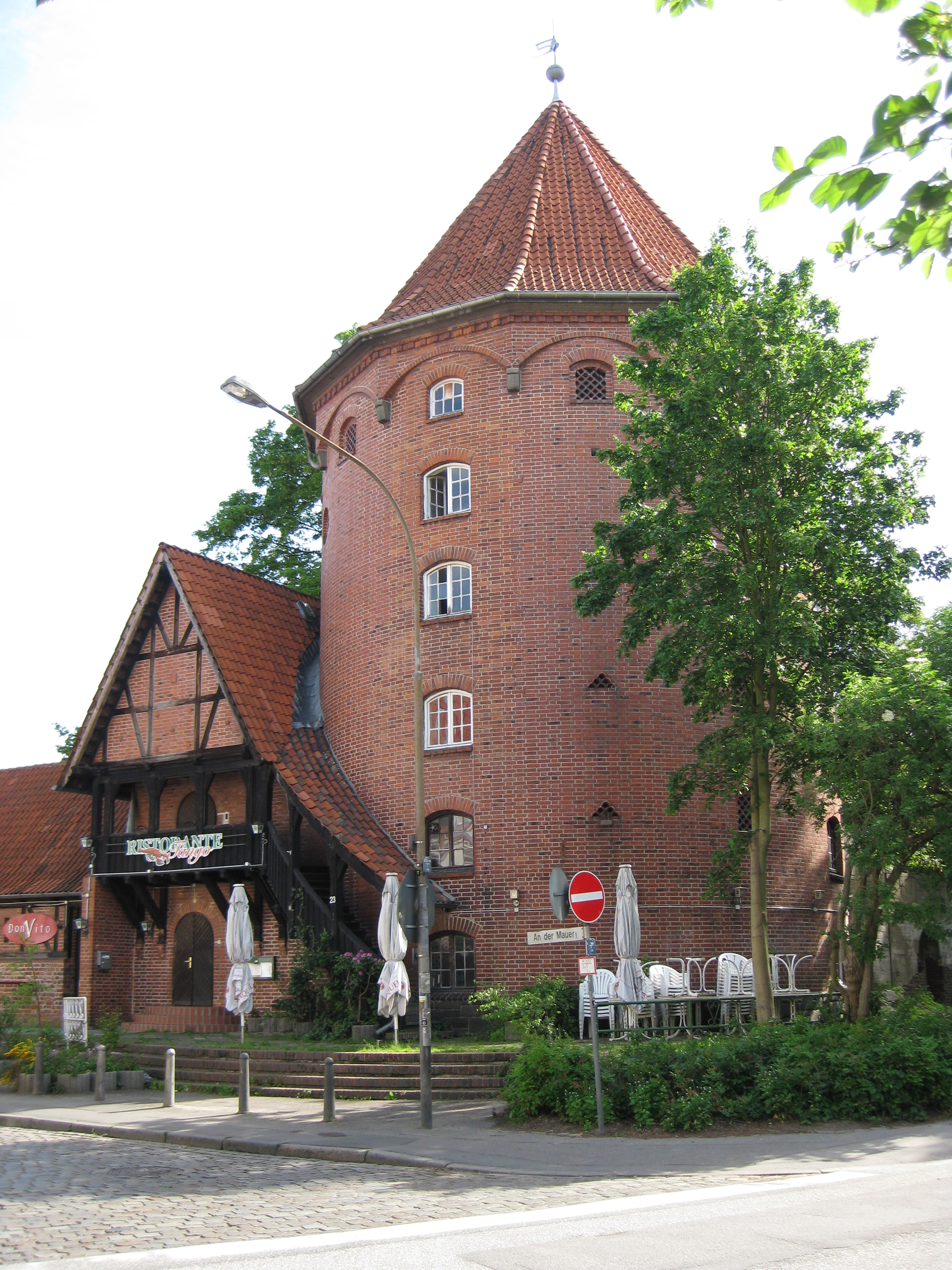
Bunker an der Rehderbrücke

Die etwa 270 Meter lange Rehderbrücke befindet sich am südöstlichen Rand der Altstadtinsel. Sie beginnt in Verlängerung der Krähenstraße bei der Kreuzung mit der Straße An der Mauer und verläuft ostwärts durch die Lübecker Wallanlagen, wobei sie auf dem namengebenden Brückenbauwerk den Elbe-Lübeck-Kanal (hier Kanaltrave genannt) überquert, bis sie auf die Hüxtertorallee trifft und in die Moltkestraße übergeht. An der Ecke zur An der Mauer erinnert ein Bunker in Form eines Lübecker Befestigungsturms an die Zeit des Zweiten Weltkriegs. Auf der anderen Straßenseite endet der Düker der Wakenitz mit seinem Einlauf in den Krähenteich und dem dazugehörigen Kontrollhäuschen.

## Geschichte
Straße und Brücke wurden erst 1935/36 erbaut und am 8. Juli 1936 dem Verkehr übergeben, um eine bessere Anbindung der Stadtteile St. Jürgen und St. Gertrud an die Innenstadt zu schaffen, da bis dahin der Hüxterdamm die einzige Straßenverbindung der Altstadt nach Osten darstellte. Der ursprüngliche Name Horst-Wessel-Brücke wurde 1945 durch die Bezeichnung Neue Hüxtertorbrücke ersetzt, doch bereits 1946 erfolgte eine erneute Umbenennung zu Ehren des Ingenieurs Peter Rehder, der sich in verschiedenen Projekten um die Wasserstraßen Lübecks verdient gemacht und die Pläne für den Elbe-Lübeck-Kanal entwickelt hatte. Das eigentliche Brückenbauwerk steht unter Denkmalschutz.